# 슬러지 메탈

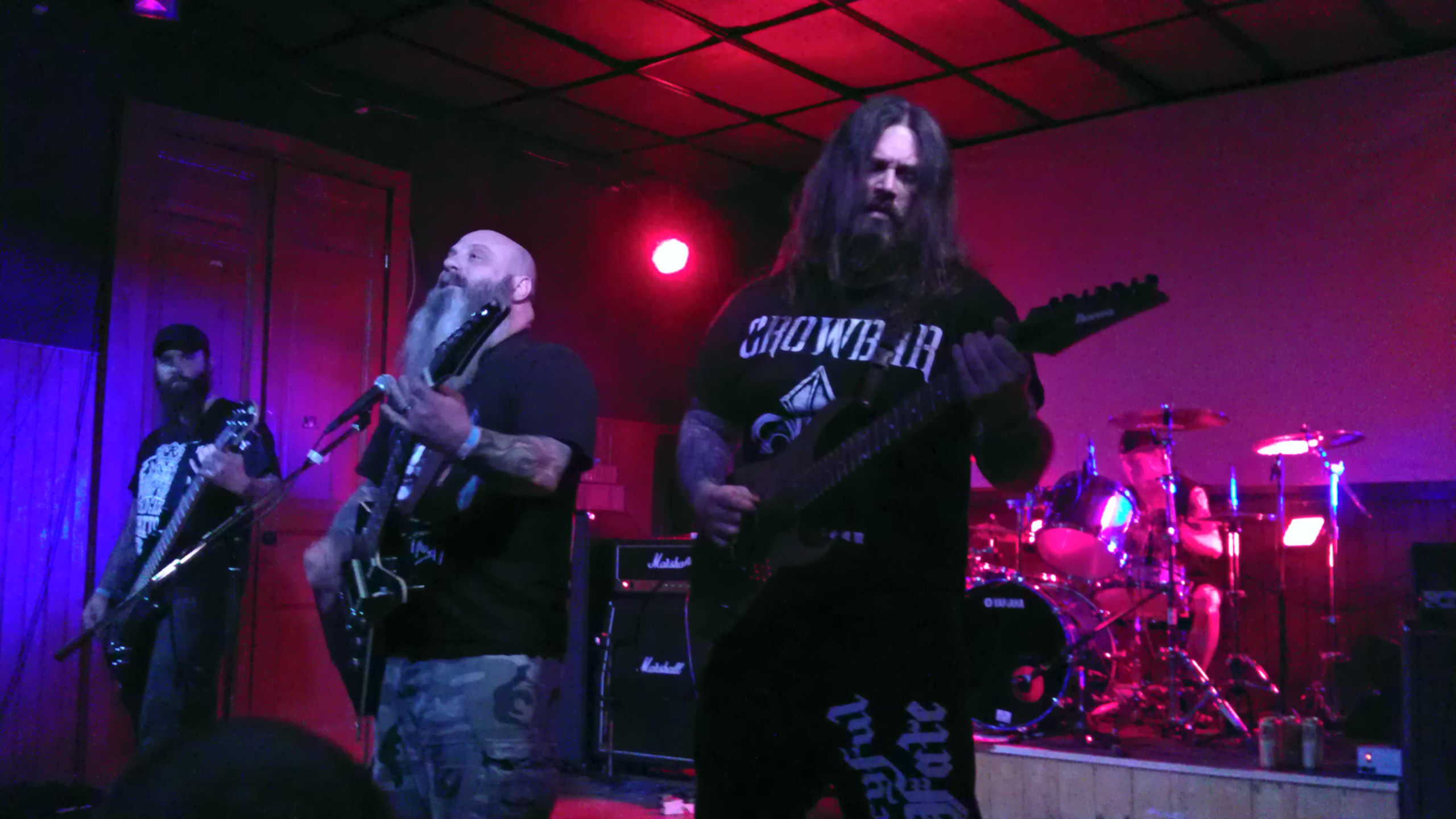

슬러지 메탈(Sludge metal)은 익스트림 메탈의 한 종류이다. 둠 메탈과 하드코어 펑크와 혼합한 것으로, 때때로 여기에 서던 록이 포함된다.

## 같이 보기
- 크러스트 펑크